# Sveriges invandringspolitik
Sveriges invandringspolitik eller invandringsreglering är principer för utländska medborgares rätt att bosätta sig i Sverige. Det ingår i det mer övergripande begreppet migrationspolitik (engelska immigration policy) som även innefattar integrationspolitik (kallas också invandrarpolitik). Asylpolitik och flyktingpolitik avser både invandringsreglering och integrationspolitik för asylsökande respektive flyktingar.
Sverige tillämpar en reglerad invandring, med ett regelverk som har fastställts av riksdagen och i internationella överenskommelser. Grundläggande författningar är bland annat Utlänningslagen och Utlänningsförordningen, samt EU:s gemensamma lagar om fri rörlighet, asyl och invandring. Frågorna handläggs inom riksdagen av arbetsmarknadsutskottet och inom regeringen av Justitiedepartementet och Integrations- och jämställdhetsdepartementet. Ansvarig myndighet för prövning av rätten till utomnordisk invandring är Migrationsverket. Juridisk prövning av verkets beslut görs av Migrationsdomstolarna. Polismyndigheterna och kustbevakningen ansvarar för gränskontroll genom Passkontroll (personkontroll). Kriminalvårdens nationella transportenhet genomför utvisningar och avvisningar på uppdrag av migrationsverket.
Integrationspolitik är ett närliggande politikområde, som i Sverige hanteras även av andra myndigheter såsom arbetsmarknadsverket och ungdomsstyrelsen.

## Historik
Se även Sveriges migrationshistoria

### Före 1860-talet

#### Romer
På 1500-talet var det belagt med dödsstraff för manliga romer att uppehålla sig i landet. Den 28 april 1543 får befallningsmannen i Västerås Rasmuss Klott kungens anmaning att jaga en "tattarhop" (det vill säga en grupp ur resandefolket) ut ur landet. År 1576 sände Johan III ut en rundskrivelse till fogdarna i Norrland rörande förvisning av tattarna ur riket. År 1577 stod det i Johan III:s utgående diarium att om "Tatterne" försöker komma in innanför gränserna skulle de hängas allesammans. Vid Riksdagen år 1617 beslutades att landets alla "tattare och zigenare" skulle utvisas. Den 28 juli 1637 kom "Placat om Tatarnes fördrifwande af landet" till stånd. Här meddelades till en början att i Sverige finns "en stor hoop Sikeiner eller Tartare, som i skåcketals omlöpa i provincierne ifrån then ena orten till den andre." Romska kvinnor och barn skulle fördrivas ur landet medan de romska männen skulle man ha rätt att döda. Denna "zigenarstadga" blev trots sin grymma ton inte särskilt uppföljd, och romer började värvas som soldater på 1700-talet.

#### Muslimer
Muslimer har befunnit sig i Sverige under kortare eller längre perioder sedan 1500-talet. I 1686 års kyrkolag befästes att ”Judar, Turckar, Morianer och Hedningar, som här i riket inkomma, skola underwijsas i vår rätta Lära och befordras till Doop och Christendom”. I slutet av 1600-talet ska flera osmanska muslimer därmed ha konverterat till kristendom i Sverige, frivilligt eller ofrivilligt.

#### Judar
I slutet av 1700-talet och i början av 1800-talet kom ett antal judar till Sverige. Under slutet av 1770-talet tilläts Sveriges första judiska församlingar att bildas i Stockholm och Marstrand. Innan dess hade det förekommit judedop, där judar genom att konvertera till kristendomen blivit fullvärdiga svenska medborgare. Först under Gustav III:s regering gjorde sig en större tolerans gällande. Han gav 1779 sin sanktion åt riksdagens förslag till "allmän religionsfrihet" och i det av Kommerskollegium 27 maj 1782 utfärdade "judereglementet", vilket i huvudsak blev gällande till 1838, medgavs judarna rätt att bosätta sig i Stockholm, Göteborg och Norrköping, att där uppföra synagogor och att sysselsätta sig med vissa särskilt uppräknade borgerliga yrken. Men de förbjöds deltaga i riksdagsmannaval samt ingå äktenskap med andra än sina trosförvanter. Elva år senare, 1849, fick de rätt att vittna i svenska domstolar. Fem år senare, 1854, gavs de rätt att bosätta sig i rikets alla städer. Personer av främmande trosbekännelse (judar och katoliker) hade inte rösträtt till riksdagen, och judar var inte valbara till riksdagen, förrän efter en serie reformer på 1860-talet.

### 1860-talet - 1945
Den svenska invandringspolitiken 1860–1917 var oreglerad. Nivåerna på invandringen var så små, att de saknade politiskt intresse. Man behövde varken pass, uppehållstillstånd eller arbetstillstånd för att bosätta sig i Sverige. Dock kunde man avvisa tiggare, romer och kriminella.
Liksom i andra delar av Europa hade nationalismen börjat ersätta den lutherska religionen som svenskarnas överideologi sedan mitten av 1800-talet, och förenade olika samhällsskikt, politiska ideologier, religiösa inriktningar och landsändar fram till mitten av 1900-talet. Inledningsvis karaktäriserades inte den europeiska nationalismen av främlingsfientlighet. Stämningar av exkluderande nationalism framväxte emellertid under och efter första världskriget, och återspeglades i att en restriktiv immigrationspolitik började tillämpas i Sverige, vilken fastställdes i 1927 års utlänningslag – Sveriges första. År 1937 modifierades utlänningslagen för att förhindra en stor judisk invandring från Tyskland till Sverige, och 1938 meddelade UD viseringsmyndigheterna att tyska judar tillhörde den grupp som Sverige inte ville släppa in i landet, och Sverige (och Schweiz) hade hösten 1938
 framfört krav att särskilja judars pass från övriga tyskars pass, och hotat att annars stoppa andra tyskar i gränsen. Tyskland började därför att stämpla ett rött "J" i tyska judars pass, de så kallade "J-passen", så att andra länders myndigheter lättare skulle kunna avvisa dem vid gränsen.
Före andra världskriget var invandringen till Sverige mycket blygsam. Bland allmänheten, särskilt nationalistiska akademiker som var rädda om sina arbeten, fanns ändå en stor oro gällande att ta emot de judiska intellektuella flyktingar som i ökande antal flydde från Tyskland, särskilt efter kristallnatten 1938. Krav på restriktioner formulerades, bland annat vid Bollhusmötet Uppsala i februari 1939. För att bemöta oron genomförde socialstyrelsen utlänningsräkningen vid samma tidpunkt, och Regeringen Hansson II beslutade samma månad att avvisa judiska flyktingar. Vid krigsutbrottet fanns omkring 5 000 flyktingar i Sverige, varav cirka 3 000 judar. Sverige tog emot färre flyktingar än till exempel England, Frankrike, Holland och Belgien, även relativt sett.  I september 1939 utfärdades i Sverige viseringstvång för alla utomnordiska utlänningar. Med tiden började en insikt om allvarliga förföljelser av judar uppstå i Sverige, vilket successivt ändrade den svenska folkopinionen. Räddningen av de danska judarna genomfördes således av svenskar 1943.
Sverige åtlydde Sovjetunionen och genomförde baltutlämningen 1945, trots de baltiska flyktingarnas självmord, hungerstrejk, självstympning och förväntade bestraffning i Sovjetunionen som landsförrädare.
Mellan 1914 och 1953 var romsk invandring till Sverige förbjuden, vilket betyder att Sveriges gränser var stängda för romska flyktingar under hela andra världskriget och de nazistiska förföljelserna. I socialstyrelsen handbok från 1942 avråddes från att ge mödrahjälp till romer, för att undvika oönskat barnalstrande hos nomadiserande grupper, som uppfattades som asociala.

### Efterkrigstiden
Sverige var länge ett av de fattigare länderna i Europa, och först efter andra världskriget ökade välståndet kraftigt. Rekordårens arbetskraftsbrist löstes med arbetskraftsinvandring, bland annat från Finland och Sydeuropa sedan början på 1950-talet. Någon större flyktinginvandring förekom inte förrän i början av 1970-talet, med undantag för mycket begränsad från angränsande länder, samt i samband med Ungernrevolten i oktober-november 1956. Då flydde cirka 8 000 ungrare till Sverige.
Kalderash-romer hade drabbats av utestängande från samhället och blev tvungna att bo i tält eller i "zigenarläger", från första delen av 1900-talet fram till 1960-talet. Resandefolket, som har funnits i Norden i många hundra år, drabbades av tvångssteriliseringar (baserat på 1934 och 1941 års steriliseringslagar som gällde till 1974), tvångsomhändertaganden av barn samt tvångsassimilation.
De första FN-kvotflyktingarna som togs emot i Sverige var chilenska politiska flyktingar som kom åren efter militärkuppen 1973.
Sedan år 1975 bedriver Sverige en politik som är baserad på integration istället för assimilering och som har inslag av multikulturalism i praktiken. I regeringens proposition 1975:26 betonas att invandrare i Sverige bör "ges möjlighet att välja i vilken mån de vill gå upp i en svensk kulturell identitet eller bibehålla och utveckla den ursprungliga identiteten". I Sverige innebär detta bland annat ett uttalat övergripande mål att invandrare ska kunna behålla sin kulturella särart och sitt hemspråk snarare än tvingas till till exempel en språklig anpassning för att kunna ta del av det svenska samhällslivet. Av denna anledning har invandrare med annat modersmål än svenska rätt till bland annat offentligt finansierad tolk/översättning i kontakt med svenska myndigheter  och offentligt finansierad hemspråksundervisning för alla barn med annat modersmål än svenska. Liksom till övriga invånare ges även offentligt stöd till etniskt, religiöst, kulturellt eller språkligt enhetliga organisationer. Landet är därmed ofta omnämnt som ett av de mest framträdande exemplen i Europa på en multikulturalistisk metod för invandrarintegration.

### 1980 - 2014
Permanenta uppehållstillstånd infördes 1985.

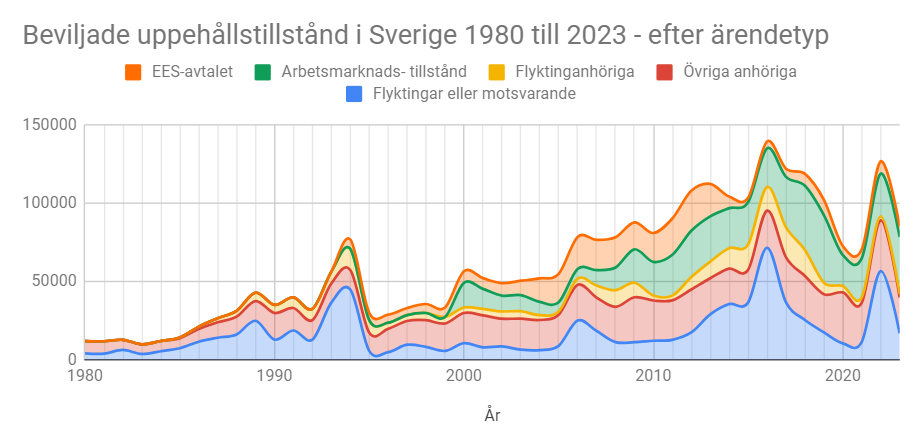
Antal beviljade uppehållstillstånd per år i Sverige 1980-2019 för olika ärendeslag staplade på varandra. Flyktinginvandringen (i blått) är uppbruten på ursprungsland respektive asylskäl i nedanstående båda diagram.

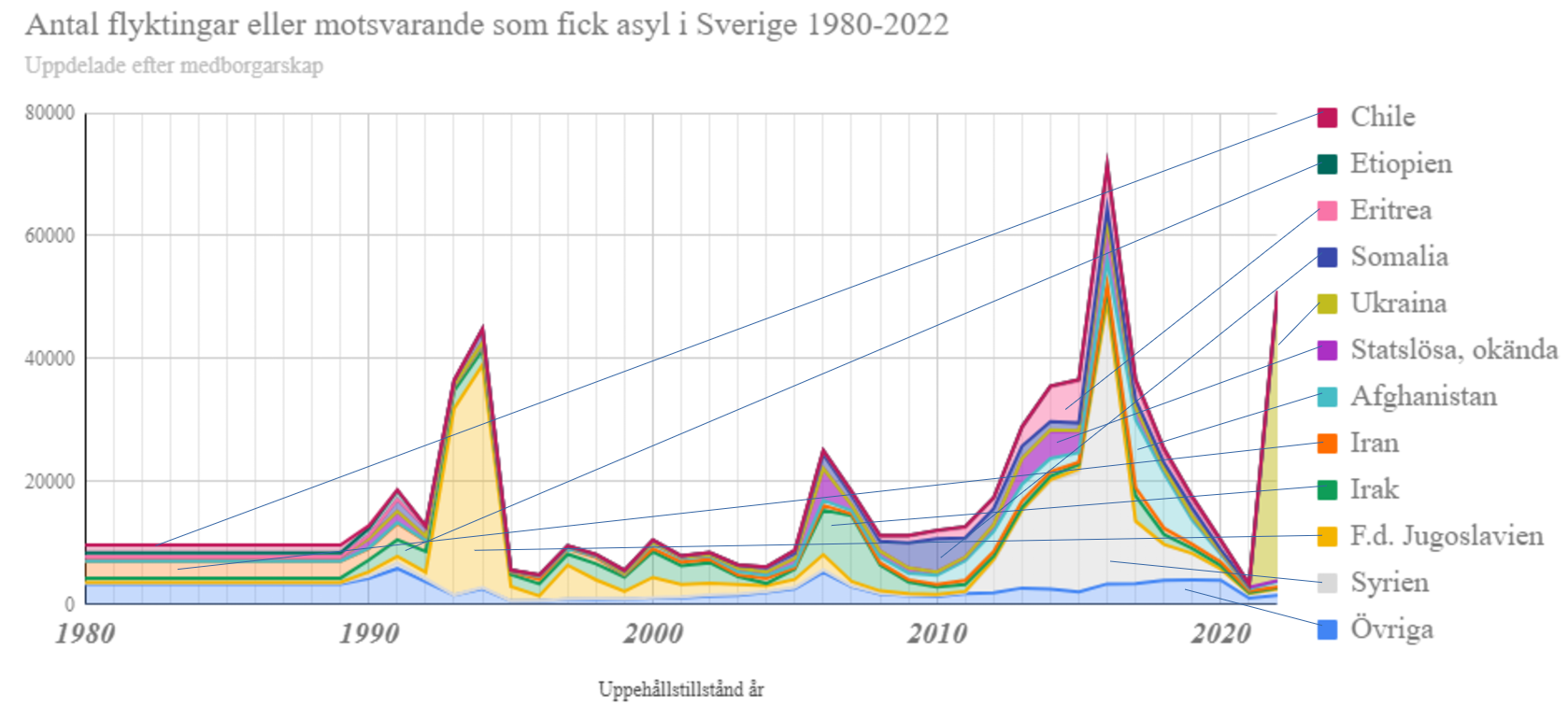
Antal flyktingar och motsvarande per år som beviljades asyl i Sverige 1980-2018 och deras vanligaste medborgarskap staplade på varandra. För perioden 1980–1989 visas konstanta tidsmedelvärden. Annan mätmetod används än i ovanstående och nästa diagram, varför siffrorna skiljer något.

Under andra halvan av 1989 nådde en kortvarig flyktingvåg med 20 000 asylsökande Sverige, främst bulgarienturkar(en), vilket var den dittills största flyktingvågen sedan andra världskriget. I december tog Regeringen Carlsson I Luciabeslutet, att stoppa alla som sökte politisk asyl i Sverige utom FN:s kvotflyktingar samt de med "särskilt starka skyddsbehov". Krigsvägran och flyktingliknande skäl, tidigare humanitära skäl, skulle inte godtas. Reglerna skulle gälla retroaktivt för asylsökande som väntade på besked, med undantag för barnfamiljer som vistats i Sverige i minst ett år.
Beslutet upphävdes av regeringen Bildt 1991, varpå Sverige nåddes av en flyktingvåg från Jugoslaviska krigen. Som mest kom 84 018 asylsökande år 1992.
Sverige anslöt sig till EU år 1994. År 2006 och åren därefter slogs successivt nya rekord i invandringen, med cirka 100 000 nya invandrare per år, till följd av flera faktorer: Irakkriget med många krigsvägrare, en tillfällig asyllag som gällde till juni 2006, ökat antal EU-migranter, samt fortsatt många anhöriginvandrare. År 2006 invandrade 95 750 personer till Sverige, eller nästan 1 procent av befolkningens storlek. Under år 2007 och 2008 invandrade 99 458 respektive 101 171 personer. År 2008 fanns det 562 124 utländska medborgare i Sverige, vilket utgjorde 6,1 procent av befolkningen. Samma år var 1 281 581 personer födda i utlandet; 13,8 procent av befolkningen. Sammanlagt 17,9 procent av befolkningen har fötts utomlands eller har bägge föräldrarna födda i andra länder.
Parallellt med ökad invandring har även utvandringen ökat. Personer som lämnar landet efter att en gång ha invandrat till Sverige kallas "återutvandrare". Av invandrade från de övriga nordiska länderna finns bara omkring hälften kvar i landet efter fem år. Liknande mönster gäller för personer födda inom EU och högt utvecklade länder utanför EU. Återutvandring av personer från europeiska länder utan för EU eller Norden samt länder med låg eller medelhög utvecklingsnivå var nära nog obefintlig enligt SCB år 2011. Antalet utvandrade 2012 var 51 747 personer, varav omkring 70 procent utgjordes av återutvandrande.
Från mitten på 1980-talet ökade det sammanlagda antalet permanenta uppehållstillstånd som beviljades, från en nivå på cirka 14 000 personer 1984 till en topp 1994 på sammanlagt nästan 79 000. Andelen tillstånd som beviljas på grund av EES-avtalet har ökat från cirka 6 000 personer år 1994, cirka 18 000 år 2005, till cirka 17 600 år 2009. Antalet gäststuderande som beviljas uppehållstillstånd har också ökat från cirka 1 000 år 1994, cirka 6 800 år 2005 och till cirka 13 500 år 2009. Under perioden 2000–2005 har årligen omkring mellan 45 000 och 65 000 personer årligen tillerkänts uppehållstillstånd. Under perioden 1982–2001 tog Sverige emot det högsta antalet asylsökande per capita efter Schweiz, av totalt 20 undersökta EES-länder och Schweiz.
Den svenska kulturen har sedan andra världskriget utvecklats till att bli mångkulturell, individuell och demokratiskt inriktad. Nya nationalistiska och främlingsfientliga rörelser har successivt vuxit sig starkare sedan 1990-talet, men nationalism har inte haft roll av gemensam värdegrund för Sverige efter andra världskriget.
Mot slutet av 1900-talet var tuberkulos nästan utrotad i Sverige, men efter globalisering, flyktingmottagande och invandring hade sjukdomen börjat öka igen under 2000-talets första årtionde. Ökningen utgjordes i första hand av individer som smittats före sin ankomst till Sverige. Åren 2007-9 noterades en ökning från 497 till 643 fall då fortsatt utlandsfödda från länder på Afrikas horn var överrepresenterade.

#### Invandringspolitiska regeringsförslag 2004-2015
Invandringspolitikens regeringsförslag 2004-2015 hade brister i konsekvensanalyser avseende ekonomiska analyser, antal asylsökande och hur förslagen påverkar kommuner, myndigheter och landsting (regioner), enligt Riksrevisionens granskning av 26 propositioner under perioden. Granskningen omfattade både förslag som bedömdes kunna öka inströmningen av asylsökande och förslag som kunde bromsa den. Tre av regeringsförslagen redovisade konsekvenser för kommuner och landsting. Analyser av hur regeringsförslag skulle påverka antalet asylsökande var antingen obefintliga eller så rudimentära att de blev olämpliga som beslutsunderlag. Budgetanalyser saknade oftast förklaringar till hur man kommit fram till siffrorna och vilka bedömningsgrunder siffrorna vilade på. Därigenom kunde remissinstanser ej lämna kvalificerade synpunkter på regeringsförslagen. Hänvisningar till forskningsresultat var ovanliga i förslagen och 20 av 26 saknades osäkerhetsbedömningar och riskanalyser.

#### Migrationsuppgörelsen 2011
Migrationsuppgörelsen mellan Alliansen och Miljöpartiet 2011 kom till stånd efter att Alliansen förlorat egen majoritet i riksdagen och syftade politiskt till att förbereda ett längre samarbete med Miljöpartiet samt stänga ute Sverigedemokraterna (SD) från SD:s viktigaste valfråga efter att SD blivit vågmästare. Förändringarna var:
- Papperslösa vuxna fick rätt till akutsjukvård[32]
- Papperslösa barn fick vård och skola[32]
- För barn ändrades begreppet synnerligen ömmande omständigheter till begreppet särskilt ömmande omständigheter. Syftet var att barn utan uppehållstillstånd som var svårt sjuka eller vistats länge i Sverige lättare skulle få uppehållstillstånd.[32]

Dessa frågor hade tidigare[när?] drivits av Folkpartiet, Centerpartiet och Kristdemokraterna.

### 2015 och framåt
År 2015 sökte mer än 163 000 människor asyl i Sverige, som en del av den stora flyktingströmmen till Europa från bland annat krigets Syrien. 81 procent av de asylsökande år 2015 saknade giltiga identitetshandlingar. Cirka hälften från Syrien och nästan alla från Afghanistan (99 procent) och Somalia saknade identitetshandlingar.
Under den stora ökningen av asylsökande under hösten 2015 bedömde Polismyndigheten att majoriteten tagit sig till landet med hjälp av människosmugglare, till ett pris på flera hundra tusen kronor per individ.
Flyktingarna välkomnades inledningsvis av statsminister Stefan Löfven. En mängd statliga myndigheter, kommuner och landsting arbetade med att ta emot de många människor som kom, och civilsamhället ställde upp med sängplatser, soppkök och klädinsamlingar.
Den 12 november 2015, efter ett snabbt ökat och intensivt asyltryck införde Sverige tillfälliga inre gränskontroller motiverat, av statsminister Stefan Löfven, i första hand av ett ökat terrorhot. En rad andra länder införde under samma period id- och gränskontroller.
Den 24 november 2015 meddelade regeringen (socialdemokraterna och miljöpartiet) att det behövdes ett ”andrum” och att den svenska lagstiftningen om rätten till asyl tillfälligt behövde anpassas till minimikrav enligt internationell rätt. På en presskonferens meddelade de en migrationsöverenskommelse som innebar reglerade gränser för att kraftigt minska antalet asylsökande till Sverige och restriktivare regler för familjeåterförening. Till skillnad mot tidigare skulle asylsökande få temporära uppehållstillstånd istället för permanenta. Ministrarna Anders Ygeman och Morgan Johansson följde upp skärpningen med att, i januari 2016, deklarera att upp till hälften av de asylsökande beräknades få nej på sina ansökningar.
Lagen om reglerade gränser behandlades rekordsnabbt av riksdagen och antogs den 21 december 2015 och motiverades med ”allvarlig fara för den allmänna ordningen”. Lagrådet, som har till uppgift att granska nya lagar och deras förenlighet med grundlagar och tidigare lagar, var mycket kritiskt och påpekade att lagen byggde på otillräcklig analys och att varken Lagrådet eller andra remissinstanser hade fått rimlig tid på sig att ta ställning till lagförslaget. Det finnas risk, påpekade Lagrådet, att den nya lagen stod i strid mot andra svenska lagar. Lagen antogs av riksdagen och den 4 januari 2016 infördes ID-kontroll för alla som passerade gränsen från Danmark, och antalet flyktingar som sökte asyl i Sverige minskade drastiskt.

#### 2016
I mars 2016 rapporterade Sveriges Radio att det i och med det stora antalet flyktingar kom allt fler vuxna analfabeter till Sverige. Regeringen gav därför Skolverket i uppdrag att ta fram skolmaterial till kommunalt skolarbete med analfabeter.
Sommaren 2016 beslutade Högsta Förvaltningsdomstolen att personer som bor i Sverige men saknar uppehållstillstånd inte ska få barnbidrag till sina barn, även om barnen är födda i Sverige och föräldrarna har arbetat och betalat skatt i många år i Sverige.
Sommaren 2016 antog Riksdagen den aviserade tillfälliga lagen om begränsning av asylrätten. Begränsningar infördes i anhöriginvandringen och uppehållstillstånden till flyktingar blev tidsbegränsade. Av dem som sökte asyl under hösten 2015 hade 50 595 personer ännu inte fått beslut i asylfrågan i januari 2017. Av dem var 16 627 ensamkommande barn. Av dem som väntade på beslut hade 40 492 personer ännu inte fått påbörja sin asylutredning i januari 2017. Av dem var 14 933 ensamkommande barn.

#### 2017
Sedan februari 2017 kan statlig ersättning utbetalas till personer som har fått längre uppehållstillstånd än 1 år till följd av verkställighetshinder mot tvångsavvisning.
Enligt SVT gav Migrationsverket fram till år 2017 ettåriga uppehållstillstånd till asylsökare som utgjorde säkerhetshot mot Sverige men inte kunde utvisas på grund av situationen i deras hemland. Detta möjliggjorde att säkerhetshoten kunde få bidrag, bostad och främlingspass.

#### Myndighetssamarbete med Marocko (2017 - )
År 2017 inleddes ett samarbete mellan Sverige och Marocko så att svenska polisen och Migrationsverket kunde identifiera medborgare i Marocko med hjälp av Marockos fingeravtrycksregister. Därefter började Marocko ta emot sina medborgare efter att de utvisats dit. Mellan början av 2017 och januari 2018 skickades 450 personers uppgifter till Marocko och 75 procent kunde identifieras. Av de som uppgett att de var under 18 år var detta oriktigt i 90 procent av de undersökta fallen.

#### Gymnasielagarna 2017 och 2018
2017 antogs en lag om att vissa ungdomar som sökt asyl som ensamkommande barn och väntat länge på beslut skulle få tillfälliga uppehållstillstånd för studier. Den kom att omfatta under 200 personer.
I början av 2018 presenterade regeringen (Socialdemokraterna och Miljöpartiet) ett nytt lagförslag om att ge tillfälliga uppehållstillstånd för gymnasiestudier till en del av dem som fått avslag på sina asylansökningar men inte utvisats. Bland annat skulle man ha sökt asyl som ensamkommande barn senast 24 november 2015, ha fyllt 18 under en handläggningstid på minst 15 månader och sedan fått avslag. Uppehållstillståndet omprövas efter 13 månader och förlängs om godkända studier påbörjats. Efter studierna kan självförsörjande få permanent uppehållstillstånd.
Den nya lagen fick kritik från många remissinstanser, däribland Lagrådet, som kritiserade lagens utformning för låg kvalité som gjorde den olämplig att tillämpa. Efter en kort beredningstid och kort remisstid antogs regeringens lagförslag i riksdagen med stöd av Centerpartiet och Vänsterpartiet. Detta var första gången Centerpartiet röstade emot de övriga partierna i Alliansen. Migrationsdomstolen i Malmö underkände den del av lagen som handlade om sänkta krav på identitetsbevis, eftersom man menade att formuleringen var omöjlig att tillämpa. Domstolen avslog därför en asylansökan, en dom som upphävdes av Migrationsöverdomstolen varefter lagen tillämpades.
Inledningsvis antogs att 2018 års gymnasielag skulle omfatta cirka 9000 personer, mestadels afghaner. Siffror från april 2019 visar att det då var cirka 6 400 personer som fått uppehållstillstånd med hänvisning till gymnasielagen, medan 2 800 fått avslag och 2 400 fortfarande väntade på besked. Hösten 2019 började det göras omprövningar. Sveriges kommuner och landsting (SKL) kritiserade då lagen för att vara svårtolkad och rekommenderade en översyn.

#### 2018
I maj 2018 förlängde regeringen gränskontrollerna med hänvisning till den allmänna ordningen och säkerhetsläget.

#### 2019
Sommaren 2019 förlängdes den tillfälliga begränsningslagen i ytterligare två år.

## Ärendeslag

### Adoptivbarn
Antalet utländska adoptioner i Sverige har minskat kraftigt under åren, från 1 141 barn år 1984 till 72 år 2018.

### EES-avtalet och EU-migranter
Eftersom Sverige är medlem i Europeiska unionen får unionsmedborgare (medborgare i något av EU-länderna) vistas i Sverige upp till tre månader utan några andra krav än innehav av ett giltigt pass eller nationellt identitetskort. Om personen är arbetstagare, studerande eller på annat sätt kan försörja sig själv och sin familj, kan han eller hon även stanna längre än tre månader utan arbets- eller uppehållstillstånd. Genom EES-avtalet har bestämmelserna om fri rörlighet för personer utvidgats till att även om fatta Island, Liechtenstein och Norge.
Som en del av Schengenområdet får svensk polis inte genomföra gränskontroll av inresande eller utresande från andra Schengenstater, utom tillfälligt när hot mot den allmänna ordningen eller inre säkerheten föreligger. Polisen kan däremot vid trafikkontroller kräva att få veta personers medborgarskap och identitet.[källa behövs]

### Anhöriginvandring
Anhöriginvandring har tidigare varit den största andelen av invandringen till Sverige. I juni 2016 antog riksdagen en ny lag som är tänkt att vara tillfällig och som inskränker asylinvandrares möjlighet till anhöriginvandring. Försörjningskrav ställs på flyktingar och skyddsbehövande för att få ta hit anhörig, vilket avser make/maka/partner/sambo och barn under 18 år. Undantag från försörjningskravet gäller ifall invandraren är under 18 år eller ifall invandraren ansöker inom 3 månader efter att den fått uppehållstillstånd.

### Arbetskraftsinvandring
I december 2008 lättades reglerna för arbetskraftsinvandring. Tidigare krävdes medbestämmande av arbetsmarknadens organisationer, fackföreningar (vars medlemmar har ett ekonomiskt intresse av att hålla arbetskraftsinvandringen nere för att lönenivåerna inte skall sjunka som följd av ökad konkurrens om arbetstillfällen) och näringslivsorganisationer (med motsatt ekonomiskt intresse till fackföreningarna), och hänsyn till arbetsmarknadsläget. Nuvarande krav är att arbetet skall vara varaktigt och vitt (ej svartarbete) hos en skötsam arbetsgivare.

### Asylsökande
I väntan på beslut får asylsökande ett litet bidrag enligt Lagen om mottagande av asylsökande (LMA) som är lägre än försörjningsstödet. De får rätt till en identitetshandling i form av ett LMA-kort.

### Flyktingar

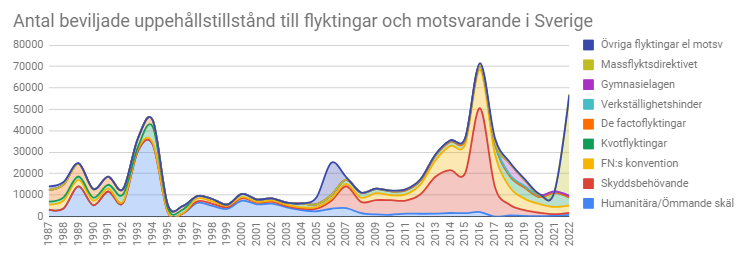
Flyktingars asylskäl över tid. Antal flyktingar och motsvarande per år som beviljats asyl i Sverige 1987–2018 uppdelade på olika asylskäl staplade på varandra. Asylskäl som har varit mest vanliga under hela perioden visas längst ned.

Enligt svensk lag är en asylsökande en flykting ifall den uppfyller svensk lag, EU eller flyktingkonventionens definition. Detta innefattar den som har välgrundade skäl att vara rädd för förföljelse på grund av ras, nationalitet, religiös eller politisk uppfattning, kön, sexuell läggning eller tillhörighet till viss samhällsgrupp. Tidigare fick flyktingar permanenta uppehållstillstånd och sedan juni 2016 får flyktingar tillfälliga uppehållstillstånd i 3 år. Uppehållstillståndet kan förlängas ifall skyddsskäl återstår alternativt gå över till ett permanent uppehållstillstånd ifall personen kan försörja sig själv.
Nyanlända är flyktingar (som har fått uppehållstillstånd) som har rätt till etableringsersättning.

#### Kvotflyktingar
Kvotflyktingar är flyktingar som via FN:s flyktingorgan UNHCR får vidarebosätta sig i Sverige. Flyktingarna väljs ut av UNHCR och varje land väljer själva hur många de vill ta emot. Kvotflyktingar bedöms vara särskilt utsatta för förföljelse på grund av ras, nationalitet eller annan utsatt samhällsgrupp och flygs ofta direkt från krisområdenas närhet till vidarebosättningslandet. Sverige tog 2015 emot 1900 kvotflyktingar. I Sverige får kvotflyktingar permanent uppehållstillstånd.

#### Alternativt och övriga skyddsbehövande
Alternativt och övriga skyddsbehövande är de asylsökande som inte lever upp till definitionen för en flykting men som enligt EU-regler eller svensk lag ändå har rätt till asyl. Detta gäller de som löper risk för att straffas med döden, utsättas för kroppsstraff eller löper allvarlig risk att skadas på grund av väpnad konflikt (EU-regler). Eller de som inte kan återvända till hemlandet på grund av väpnad konflikt, fruktan för allvarliga övergrepp eller miljökatastrof (svensk lag). Alternativt och övriga skyddsbehövande får efter juni 2016 tillfälliga uppehållstillstånd i 13 månader. Uppehållstillståndet kan förlängas ifall skyddsskäl återstår alternativt gå över till ett permanent uppehållstillstånd ifall personen kan försörja sig själv.

#### Synnerligen ömmande omständigheter
Personer som inte är flyktingar eller skyddsbehövande, men som har andra starka skäl att få stanna i Sverige, kunde tidigare få uppehållstillstånd med stöd av utlänningslagens bestämmelse om synnerligen ömmande omständigheter. Det gällde till exempel den som led av någon livshotande sjukdom som inte kunde behandlas i hemlandet, eller den som befunnit sig länge i Sverige och hunnit vänja sig. Efter juni 2016 delas inte uppehållstillstånd ut enligt dessa kriterier, annat än om utvisning av den asylsökande strider mot svenskt konventionsåtagande.

## Riksdagspartiers ståndpunkter

### Innan flyktingkrisen 2015
Samtliga partier i Sveriges riksdag, utom Sverigedemokraterna, beskrev innan riksdagsvalet 2014, migrationskrisen i Europa och migrationsöverenskommelsen i oktober 2015, sin invandringspolitik som "generös". Det fanns dock skillnader mellan de politiska partierna: Moderaterna ville ställa vissa krav för anhöriginvandring, som sannolikt skulle minska denna, samtidigt som man förespråkade fri arbetskraftsinvandring. Vänsterpartiet ville öka anhörig-, flykting- och humanitärinvandringen, men ville ha vissa restriktioner för arbetskraftsinvandringen. Miljöpartiet och talespersoner för centern hade en vision om fri migration i världen.
Sverigedemokraterna har tagit invandringspolitik som en profilfråga, de vill kraftigt begränsa invandringen, men vill också satsa mindre i sina budgetförslag än övriga partier på integration av personer som har fått uppehållstillstånd i Sverige.
I ett uppmärksammat tal inför valet 2014 och den annalkande migrationskrisen vädjade Fredrik Reinfeldt till svenska folket: "Öppna era hjärtan".

### Sedan 2015
I Riksdagens omröstningar sedan 2015 har Vänsterpartiet konsekvent röstat för de förslag som varit för en öppnare migrationspolitik och även lagt egna förslag om amnesti för ensamkommande ungdomar. Sverigedemokraterna och Moderaterna har konsekvent drivit en motsatt linje vad gäller asylsökande, medan övriga partier ibland har stött mer restriktiv lagstiftning och ibland röstat för lagförslag som öppnar för utökade möjligheter till uppehållstillstånd. I valkompasserna inför valet 2022 uppgav Miljöpartiet, Vänsterpartiet och Centerpartiet att de vill att Sverige tar emot fler asylsökande.

## Opinion

### SOM-institutet
Svenska folkets inställning till flyktingmottagande blev generellt mindre negativ sedan början på 1990-talet fram till 2015, men antalet negativa ökade år 2016 efter flyktingkrisen enligt SOM-institutets undersökningar. Emellertid har det under hela perioden varit avsevärt fler negativa än positiva (fler tycker att förslaget att ta emot färre flyktingar är bra än de som tycker det är ett dåligt förslag).
Undersökningen visar att svenskar som instämmer i påståendet "Ta emot färre flyktingar i Sverige" minskade från 61 procent år 1990 (65 procent 1992) till 45 procent 2009, samtidigt har de som inte instämmer ökat från 17 procent till 26 procent.
Undersökningen år 2015 visade att 40 procent stödde förslaget att ta emot färre flyktingar medan 37 procent var emot.
Undersökningen år 2017 visade en mer negativ allmän inställning till flyktingar där 52 procent stödde förslaget ta emot färre flyktingar medan 24 procent var av motsatt uppfattning. Bland vänster- och miljöpartister var 13 procent för förslaget, socialdemokrater 42 procent, moderater 64 procent och sverigedemokrater 96 procent. Enligt statsvetenskapsprofessor Henrik Ekengren Oscarsson innebär detta en ökad polarisering i politiken och att frågan blir viktigare för väljares partisympatier.

### Mångfaldsbarometern
Kvinnor har under alla år som Mångfaldsbarometer-undersökningara gjorts haft en mer positiv syn på mångfald än män, men 2016 sågs en förändring där även kvinnors attityder blivit mer negativ. Gällande mångfald ur ett religionsperspektiv är kvinnors attityd nästan lika negativ som mäns. Attityderna till att underlätta för mångkultur blev mer negativa bland medelålders och äldre män efter flyktingkrisen, enligt Mångfaldsbarometern, som utförs vid Högskolan i Gävle.  Den visade 2016 att:
- 64 procent av svenskarna är positiva till att det i samhället finns människor med annan bakgrund och kultur än den svenska, en minskning med tio procentenheter jämfört med 2014 då föregående undersökning gjordes.
- Runt 43 procent av befolkningen anser att män från Mellanöstern utgör en fara för Sveriges kultur, 21 procent ansåg detta om män ifrån Afrika, 4 procent ansåg detta om män ifrån Europa, och 2 procent ansåg detsamma om män ifrån Norden. 38 procent ansåg inte att män ifrån någon världsdel utgör en fara.[107]
- 38 procent anser att människor ifrån Mellanöstern inte klarar av att integreras i Sveriges kultur och 26 procent anser detsamma om människor från Afrika. 38 procent ansåg att det inte fanns någon världsdel vars människor inte kan integrera sig.[107]
- 55 procent av de tillfrågade instämmer i att ”Alla människor med utländsk bakgrund som kommer hit måste ges samma sociala rättigheter som landets egna befolkning”, en minskning med 22 procentenheter jämfört med 2014.
- Kvinnor hade åren 2005–2015 en mer positiv syn än män på mångfald, dock märktes en förändring år 2016 där kvinnors syn blivit mindre positiv än tidigare.
- Nästan hälften hävdar att alla religioner inte har samma värderingar och de särskiljer framförallt islam.
- Hälften av de som tillfrågats uppfattar stora olikheter mellan den svenska kulturen och kulturer från Afrika och Mellanöstern. Människor från dessa länder anses vara svåra att integrera i samhället.
- Erfarenheter av att ha kollegor med utländsk bakgrund på arbetsplatsen eller i skolan är goda hos 70 procent av befolkningen och stabila över tid. Ju högre utbildning man har desto bättre är erfarenheterna.

Med studiens urval på 674 personer år 2016 låg felmarginalen på runt 4 procentenheter.

### Fler undersökningar
Liknande resultat visas i DN/Ipsos väljarundersökning, Statistiska centralbyråns (SCB) valundersökningar och SIFO:s undersökningar.

### Myndigheter och Institutioner
- Migrationsverket
- Statistiska Centralbyrån
- Stockholm universitets Linnécentrum för integrationsstudier
- UNHCR FN:s flyktingkommissariat

### Statistik och forskning
- Beviljade uppehållstillstånd 1980–2006 PDF statistik från Migrationsverket
- Migrationsinfo.se Forskning och statistik om integration och migration i Sverige
- Lifos Migrationsverkets Landsdatabas
- Mångfaldsbarometern opinionsstudie av Sociologiska Institutionen vid Uppsala universitet
- From Individual Attitudes towards Migrants to Migration Policy Outcomes: Theory and Evidence av migrationsforskarna Anna Maria Mayda & Giovanni Facchini
- Fiscal Implications of Immigration - A Net Present Value Calculation kostnadsstudie över invandringen till Sverige av nationalekonomen Kjetil Storesletten
- The Imagined versus the Real Other PDF avhandling av sociologen Aje Carlbom vid Lunds Universitet
- Social rapport 2006 statistisk studie av Socialstyrelsen
- SOU 2002:13 Vår anhöriginvandring PDF
- SOU 2003:25 Verkställighet vid oklar identitet m.m. PDF
- SOU 2004:132 Tidsbegränsat uppehållstillstånd vid oklar identitet och resväg PDF